# 梁晓宇
梁晓宇（英語：Liang Xiaoyu，1996年1月11日—），出生於中國江苏徐州，後移居新加坡，現為新加坡女子羽毛球運動員。個人最高世界排名第40位（2016年4月）。

## 簡歷
梁晓宇生於江苏徐州市，父亲梁化军是羽毛球教练。她6岁开始跟父亲练球，7岁已正式投入训练，曾贏得江苏省少年组女单冠军。
2005年底，她的父亲到新加坡考察時，發覺當地很适合孩子发展，於是在2006年举家移居新加坡。梁晓宇到了新加坡后便入讀育能小学，后来升讀圣公会中学，期間一直得到新加坡国家羽毛球队前教练张青松指导。她只在圣公会中学读了一年便转入体育学校，接受更系统化的训练，並在2012年當選体育学校巫顺昌杰出女学生运动员。
2011年，梁晓宇正式成为新加坡公民，並入选国家队参加东运会。升上国家女队，为梁晓宇制造了更多出国比赛，提升技术水平的机会。

## 主要比賽成績
只列出曾進入準決賽的國際賽事成績：
| 年份   | 賽事                     | 公開賽級別 | 項目     | 成績   |
| ------ | ------------------------ | ---------- | -------- | ------ |
| 2012年 | 馬來西亞羽毛球國際挑戰賽 | 國際挑戰賽 | 女子單打 | 亞軍   |
| 2014年 | 亞洲青年羽毛球錦標賽     | 其他       | 女子單打 | 準決賽 |
| 2014年 | 英聯邦運動會羽毛球比賽   | 其他       | 混合團體 | 銅牌   |
| 2015年 | 泰國羽毛球國際挑戰賽     | 國際挑戰賽 | 女子單打 | 準決賽 |
| 2015年 | 東南亞運動會羽毛球比賽   | 其他       | 女子團體 | 銅牌   |
| 2015年 | 泰國羽毛球黃金大獎賽     | 黃金大獎賽 | 女子單打 | 亞軍   |
| 2015年 | 馬來西亞羽毛球國際挑戰賽 | 國際挑戰賽 | 女子單打 | 冠軍   |
| 2016年 | 荷蘭羽毛球大獎賽         | 大獎賽     | 女子單打 | 準決賽 |
| 2017年 | 東南亞運動會羽毛球比賽   | 其他       | 女子團體 | 銅牌   |

| 2007-2017年 | 首要超級賽 | 超級賽 | 黃金大獎賽 | 大獎賽 | 國際挑戰賽 | 國際系列賽 | 未來系列賽 | 其他 |

| 2018-2026年 | 總決賽 | 超級1000賽 | 超級750賽 | 超級500賽 | 超級300賽 | 超級100賽 | 國際挑戰賽 | 國際系列賽 | 未來系列賽 | 其他 |

### 奧運會和世錦賽參賽紀錄
|          | 2016       |
| -------- | ---------- |
| 女子單打 | 小組第二名 |